# كينت باترسون
كينت باترسون (بالإنجليزية: Kent Patterson)‏ هو لاعب هوكي الجليد أمريكي، ولد في 15 سبتمبر 1989 في بليموث في الولايات المتحدة.

## وصلات خارجية
- كينت باترسون على موقع دوري الهوكي الوطني (الإنجليزية)
- كينت باترسون على موقع EliteProspects.com (الإنجليزية)
- كينت باترسون على موقع HockeyDB.com (الإنجليزية)